# بطولة كرة القدم الألمانية 1941
بطولة كرة القدم الألمانية 1941 (بالألمانية: Deutsche Fußballmeisterschaft 1940/41)‏ هو الموسم 34 من بطولة كرة القدم الألمانية ‏. أقيم خلال الفترة 30 مارس 1941 وحتى 22 يونيو 1941، وأشرف على تنظيمه اتحاد ألمانيا لكرة القدم، وكان عدد الأندية المشاركة فيه 20، وفاز فيه رابيد فيينا.